# Квинт Цецилий Метел Пий Сципион
Вижте пояснителната страница за други личности с името Квинт Цецилий Метел.
Квинт Цецилий Метел Пий Сципион (на латински: Quintus Caecilius Metellus Pius Scipio; * 95 пр.н.е.; † 46 пр.н.е., Hippo Regius) е консул и военен командир по времето на последната фаза на Римската република.

## Биография
Той има първо същото име, както родния му баща, Публий Корнелий Сципион Назика, който e претор през 93 пр.н.е. Майка му е дъщеря на оратора Луций Лициний Крас (консул 95 пр.н.е.) и Муция, дъщеря на Квинт Муций Сцевола (консул 117 пр.н.е.). Осиновен е със завещание от Квинт Цецилий Метел Пий. Като член на фамилията Цецилии Метели или на Сципиони, той е в най-горния обществен слой на Рим.
Метел Сципион е през 59 пр.н.е. народен трибун. Той започва своя cursus honorum през 57 пр.н.е. като едил. През 55 пр.н.е. става претор, 53 пр.н.е. интеррекс („inter-rex“, междинен цар) и 52 пр.н.е. консул за последните пет месеца на годината. Същата година става свекър на Помпей, който се жени за неговата дъщеря Корнелия Метела.
През 51/50 пр.н.е. и особено през 49 пр.н.е. той агитира активно против Юлий Цезар. През 49/48 пр.н.е. е проконсул на провинция Сирия, където се бие срещу партите и взема титлата Император, това е военен главен командир. Той марширува с два легиона към Помпей, за да му помага в гражданската война против Цезар. След загубената битка при Фарсал през 48 пр.н.е. против Цезар, той бяга в Африка и там получава главното командване на войските на убития Помпей, обаче е победен от Цезар в битката при Тапс през 46 пр.н.е. и при Хипо Региус се самоубива, когато флотата на Публий Ситий му пречи да продължи бягството си.
1. ↑  Q. Caecilius (99) Q. f. Q. n. Fab. Metellus Pius Scipio = P. Cornelius (352) Scipio Nasica //   Посетен на 10 юни 2021 г.
2. ↑  1836 //   Посетен на 10 юни 2021 г.
3. 1 2 3 4  Q. Caecilius (99) Q. f. Q. n. Fab. Metellus Pius Scipio = P. Cornelius (352) Scipio Nasica //   Посетен на 10 юни 2021 г.
4. ↑  4030 //   Посетен на 10 юни 2021 г.
5. ↑  4262 //   Посетен на 10 юни 2021 г.
6. ↑  3882 //   Посетен на 10 юни 2021 г.
7. ↑  1889 //   Посетен на 10 юни 2021 г.